# Aire urbaine de Royan
L'aire urbaine de Royan est une aire urbaine française centrée sur la ville de Royan.
S'étendant sur la rive droite de l'estuaire de la Gironde, l'aire urbaine de Royan occupe le quatrième rang en Charente-Maritime après les aires urbaines de La Rochelle, de Saintes et de Rochefort.

## Zonage de l'aire urbaine de Royan en 2010 et population en 2012

### Données globales
Selon le dernier zonage effectué par l'Insee en 2010, l'aire urbaine de Royan compte 48 214 habitants en 2012 répartis sur quatorze communes (population municipale).
En 2008, elle se situait au 151e rang national et au 9e rang régional en Poitou-Charentes, talonnant de près l'aire urbaine de Cognac. Dans le classement régional, elle ne change pas de rang par rapport au recensement et au zonage de 1999.
Selon l'Insee, l'aire urbaine de Royan fait partie des grandes aires urbaines de la France c'est-à-dire ayant plus de 10 000 emplois.
Les six communes de l'agglomération urbaine de Royan qui « appartiennent au pôle urbain » correspondent à l'unité urbaine de Royan tandis que les huit autres communes « appartiennent à la couronne urbaine » selon la nouvelle terminologie de l'Insee.
Par rapport à l'ancienne délimitation de 1999, l'aire urbaine de Royan gagne trois nouvelles communes. Nouvellement redéfinie, cette aire urbaine en grande partie située dans l'arrondissement de Rochefort, le long de l'estuaire de la Gironde, empiète de plus en plus sur l'arrondissement de Saintes avec cinq communes (Arces, Barzan, Médis, Meschers-sur-Gironde et Semussac). 
Le tableau ci-dessous donne les chiffres du recensement de 2012 et détaille la répartition de l'aire urbaine sur le département (les pourcentages s'entendent en proportion du département) :
| Département       | Communes | Communes (%) | Superficie (km²) | Superficie (%) | Population en 2012 | Population (%) |
| ----------------- | -------- | ------------ | ---------------- | -------------- | ------------------ | -------------- |
| Charente-Maritime | 14       | 3            | 220,26           | 3,2            | 48 214             | 7,67           |

En Charente-Maritime, elle occupe le quatrième rang départemental - comme en 1999 -, se classant après les aires urbaines de La Rochelle, Saintes et Rochefort.

### Composition de l'aire urbaine de Royan selon le zonage de 2010
Composition de l'aire urbaine de Royan selon le nouveau zonage de 2010 et sa population en 2012 (population municipale)
| Commune                               | Superficie | Population  | Densité de population | Catégorie dans l'aire urbaine             |
| ------------------------------------- | ---------- | ----------- | --------------------- | ----------------------------------------- |
| Royan                                 | 19,30 km2  | 17 690 hab. | 917 hab/km²           | commune appartenant au pôle urbain        |
| Meschers-sur-Gironde                  | 15,98 km2  | 2 955 hab.  | 185 hab/km²           | commune appartenant au pôle urbain        |
| Saint-Augustin                        | 18,83 km2  | 1 297 hab.  | 69 hab/km²            | commune appartenant au pôle urbain        |
| Saint-Georges-de-Didonne              | 10,58 km2  | 5 054 hab.  | 478 hab/km²           | commune appartenant au pôle urbain        |
| Saint-Palais-sur-Mer                  | 15,69 km2  | 3 936 hab.  | 251 hab/km²           | commune appartenant au pôle urbain        |
| Vaux-sur-Mer                          | 5,97 km2   | 3 896 hab.  | 653 hab/km²           | commune appartenant au pôle urbain        |
| Pôle urbain ou unité urbaine de Royan | 86,35 km2  | 34 828 hab. | 403 hab/km²           | 6 communes                                |
| Arces                                 | 21,74 km2  | 691 hab.    | 32 hab/km²            | commune appartenant à la couronne urbaine |
| Barzan                                | 8,07 km2   | 467 hab.    | 58 hab/km²            | commune appartenant à la couronne urbaine |
| Breuillet                             | 19,99 km2  | 2 674 hab.  | 134 hab/km²           | commune appartenant à la couronne urbaine |
| L'Éguille                             | 5,49 km2   | 886 hab.    | 161 hab/km²           | commune appartenant à la couronne urbaine |
| Médis                                 | 23,46 km2  | 2 806 hab.  | 120 hab/km²           | commune appartenant à la couronne urbaine |
| Mornac-sur-Seudre                     | 9,50 km2   | 839 hab.    | 88 hab/km²            | commune appartenant à la couronne urbaine |
| Saint-Sulpice-de-Royan                | 20,81 km2  | 2 895 hab.  | 139 hab/km²           | commune appartenant à la couronne urbaine |
| Semussac                              | 24,85 km2  | 2 128 hab.  | 86 hab/km²            | commune appartenant à la couronne urbaine |
| Couronne urbaine                      | 133,91 km2 | 13 386 hab. | 100 hab/km²           | 8 communes                                |
| Aire urbaine                          | 220,26 km2 | 48 214 hab. | 219 hab/km²           | 14 communes                               |

## Zonage de l'aire urbaine de Royan en 1999 et population en 1999

### Données globales en 1999
D'après le zonage de l'Insee établi en 1999, l'aire urbaine de Royan est composée de onze communes, toutes situées en Charente-Maritime, majoritairement dans l'arrondissement de Rochefort mais avec trois communes dans 
l'arrondissement de Saintes : Médis, Meschers-sur-Gironde et Semussac. 
En 1999, l'aire urbaine de Royan rassemble 40 707 habitants, ce qui la place à cette date au 159e rang national. 
En Charente-Maritime, elle occupe le 4e rang départemental après les aires urbaines de La Rochelle, Saintes et Rochefort. En Poitou-Charentes, elle se classe au 9e rang régional.
Cette aire urbaine constitue également l'espace urbain de Royan.
Cinq communes de l'aire urbaine sont des pôles urbains c'est-à-dire constituant l'unité urbaine de Royan.
Le tableau suivant détaille la répartition de l'aire urbaine sur le département (les pourcentages s'entendent en proportion du département) :
| Département       | Communes | Communes (%) | Superficie (km²) | Superficie (%) | Population (1999) | Population (%) |
| ----------------- | -------- | ------------ | ---------------- | -------------- | ----------------- | -------------- |
| Charente-Maritime | 11       | 2,3          | 184,96           | 2,7            | 40 707            | 7,3            |

### Composition de l'aire urbaine de Royan en 1999
| Code INSEE | Commune                  | Type                  | Département       | Superficie (km²) | Population (1999) | Densité (hab./km²) |
| ---------- | ------------------------ | --------------------- | ----------------- | ---------------- | ----------------- | ------------------ |
| 17064      | Breuillet                | Commune monopolarisée | Charente-Maritime | +0019,99         | +0 0002 178,      | +00108,95          |
| 17228      | Médis                    | Commune monopolarisée | Charente-Maritime | +0023,46         | +0 0002 158,      | +00091,99          |
| 17230      | Meschers-sur-Gironde     | Pôle urbain           | Charente-Maritime | +0015,98         | +0 0002 234,      | +00139,8           |
| 17247      | Mornac-sur-Seudre        | Commune monopolarisée | Charente-Maritime | +0009,5          | +00 000652,       | +00068,63          |
| 17306      | Royan                    | Pôle urbain           | Charente-Maritime | +0019,3          | +00017 102,       | +00886,11          |
| 17311      | Saint-Augustin           | Commune monopolarisée | Charente-Maritime | +0018,83         | +00 000851,       | +00045,19          |
| 17333      | Saint-Georges-de-Didonne | Pôle urbain           | Charente-Maritime | +0010,58         | +0 0005 034,      | +00475,8           |
| 17380      | Saint-Palais-sur-Mer     | Pôle urbain           | Charente-Maritime | +0015,69         | +0 0003 343,      | +00213,07          |
| 17409      | Saint-Sulpice-de-Royan   | Commune monopolarisée | Charente-Maritime | +0020,81         | +0 0002 290,      | +00110,04          |
| 17425      | Semussac                 | Commune monopolarisée | Charente-Maritime | +0024,85         | +0 0001 417,      | +00057,02          |
| 17461      | Vaux-sur-Mer             | Pôle urbain           | Charente-Maritime | +0005,97         | +0 0003 448,      | +00577,55          |
|            | Total                    |                       |                   | +0184,96         | +00040 707,       | +00220,09          |